# Bakloh Cantonment
Bakloh Cantonment es una ciudad y acantonamiento  situada en el distrito de Chamba,  en el estado de Himachal Pradesh (India). Su población es de 1805 habitantes (2011). 

## Demografía
Según el censo de 2011 la población de Bakloh Cantonment era de 1805 habitantes, de los cuales 1150 eran hombres y 655 eran mujeres. Bakloh Cantonment tiene una tasa media de alfabetización del 94%, superior a la media estatal del 82,80%: la alfabetización masculina es del 95,74%, y la alfabetización femenina del 90,73%.